# Thalia (Brazil)
Thalía es el quinto disco recopilatorio de la cantante mexicana Thalía. Fue lanzado por Sony Music el 9 de diciembre de 2013, para el mercado brasileño. El álbum es una colección que contiene sus éxitos desde su entrada en el sello Sony Music, además de 4 canciones cantadas exclusivamente en portugués. El 26 de diciembre, el álbum estuvo disponible para su compra en la tienda en línea iTunes. En el CD hay una participación del cantante brasileño Daniel en la canción Estou Apaixonado que logra posicionarse rápidamente en el primer puesto de las canciones pop brasileñas en Itunes.

## Promoción
"Estou Apaixonado"  fue el primer single lanzado por la colección, y se estrenó en las emisoras de radio en Brasil el 6 de febrero de 2014. Debutó en el nº54 en la lista Hot 100 de Brasil, y pronto se convirtió en la segunda semana en el nº30. En la tercera semana alcanzó el nº25 y en la cuarta semana fue la posición 16. La canción contiene la participación del cantante country Daniel.
- Lista de canciones [[versión brasileña]]

| N.º | Título                                                                               | Escritor(es)                                                                                       | Duración |
| --- | ------------------------------------------------------------------------------------ | -------------------------------------------------------------------------------------------------- | -------- |
| 1   | Manías*                                                                              | Raul Ornelas adaptada por Juliana Leite Arantes                                                    | 3:48     |
| 2   | Beijame*                                                                             | Ricardo Montaner, Jorge Luis Chacin adaptada por Roberta Miranda                                   | 4:36     |
| 3   | Bésame Mucho (con Michael Bublé)                                                     | Consuelo Velázquez                                                                                 | 3:39     |
| 4   | Estou Apaixonado* (con Daniel)                                                       | Donato Poveda, Alfonso Salgado                                                                     | 4:47     |
| 5   | Equivocada*                                                                          | Mario Domm, María Bernal adaptada por Cesar Lemos                                                  | 4:04     |
| 6   | Qué Será de Ti (Como Vai Você)                                                       | Antonio Marcos, Mario Marcos                                                                       | 4:37     |
| 7   | Enséñame a Vivir                                                                     | Reyli Barba                                                                                        | 4:22     |
| 8   | Mujeres                                                                              | Ricardo Arjona                                                                                     | 3:30     |
| 9   | Atmósfera                                                                            | Silvio Donizeti, Guiliano Matheus adaptada por Thalia                                              | 3:43     |
| 10  | Habítame Siempre                                                                     | Mario Domm, María Bernal                                                                           | 4:01     |
| 11  | Regalito de Dios                                                                     | Edgar Alfredo Zabatela                                                                             | 3:12     |
| 12  | Ojalá                                                                                | Andrés Castro, Omar Alfanno, Edgar Barrera                                                         | 3:41     |
| 13  | Hits Medley: No Me Enseñaste/Tú Y Yo/Entre El Mar Y Una Estrella/María La Del Barrio | Julio César Reyes, Fabio Alonso Salgado, Francisco Navarrete Rivera, Vivian Epelbaum, Marco Flores | 5:52     |

- Datos: Q17631338